# Haemodoroideae
Haemodoroideae es una de las dos subfamilias de Haemodoraceae.
La monofilia de Haemodoroideae (que contiene por ejemplo a Haemodorum, Lachnanthes, y Xiphidium) es sostenida por una coloración rojiza en las raíces y rizomas, la falta de esclereidas en las placentas, y las semillas discoides que son pubescentes o marginalmente aladas, y también los tricomas sin ramificar, "pilate" o afilados, 3 (1) estambres, y polen monosulcado. 
- Datos: Q5796175
- Especies: Haemodoroideae